# Death Hunt
Death Hunt is een actiefilm van Peter Hunt. De film werd gemaakt in de Verenigde Staten in 1981.

## Synopsis
De eenzame trapper Albert Johnson (gespeeld door Charles Bronson) redt het leven van een gevechtshond door hem van zijn baas af te kopen. De eigenaar acht zich bedrogen en samen met enkele vrienden legt hij een valse verklaring af bij sergeant Millen (gespeeld door Lee Marvin). De hut van de trapper wordt opgeblazen. Johnson kan ontsnappen maar doodt hierbij enkele van zijn belagers. De mannen zetten de achtervolging in. Wanneer een dagblad een hoge premie uitlooft, breekt er een ware klopjacht los.
Ook Angie Dickinson, Carl Weathers, Richard Davalos en Ed Lauter spelen mee in deze thriller.

## Rolverdeling
| Acteur              | Personage        |
| ------------------- | ---------------- |
| Charles Bronson     | Albert Johnson   |
| Lee Marvin          | sergeant Millen  |
| Angie Dickinson     | Vanessa McBride  |
| Carl Weathers       | Sundog           |
| Richard Davalos     | Beeler           |
| Ed Lauter           | Hazel            |
| Andrew Stevens      | Alvin            |
| Henry Beckman       | Bill Luce        |
| William Sanderson   | Ned Warren       |
| Jon Cedar           | Hawkins          |
| James O'Connell     | Hurley           |
| Len Lesser          | Lewis            |
| Maury Chaykin       | Clarence         |
| August Schellenberg | Deak De Bleargue |